# Gringo Mayer

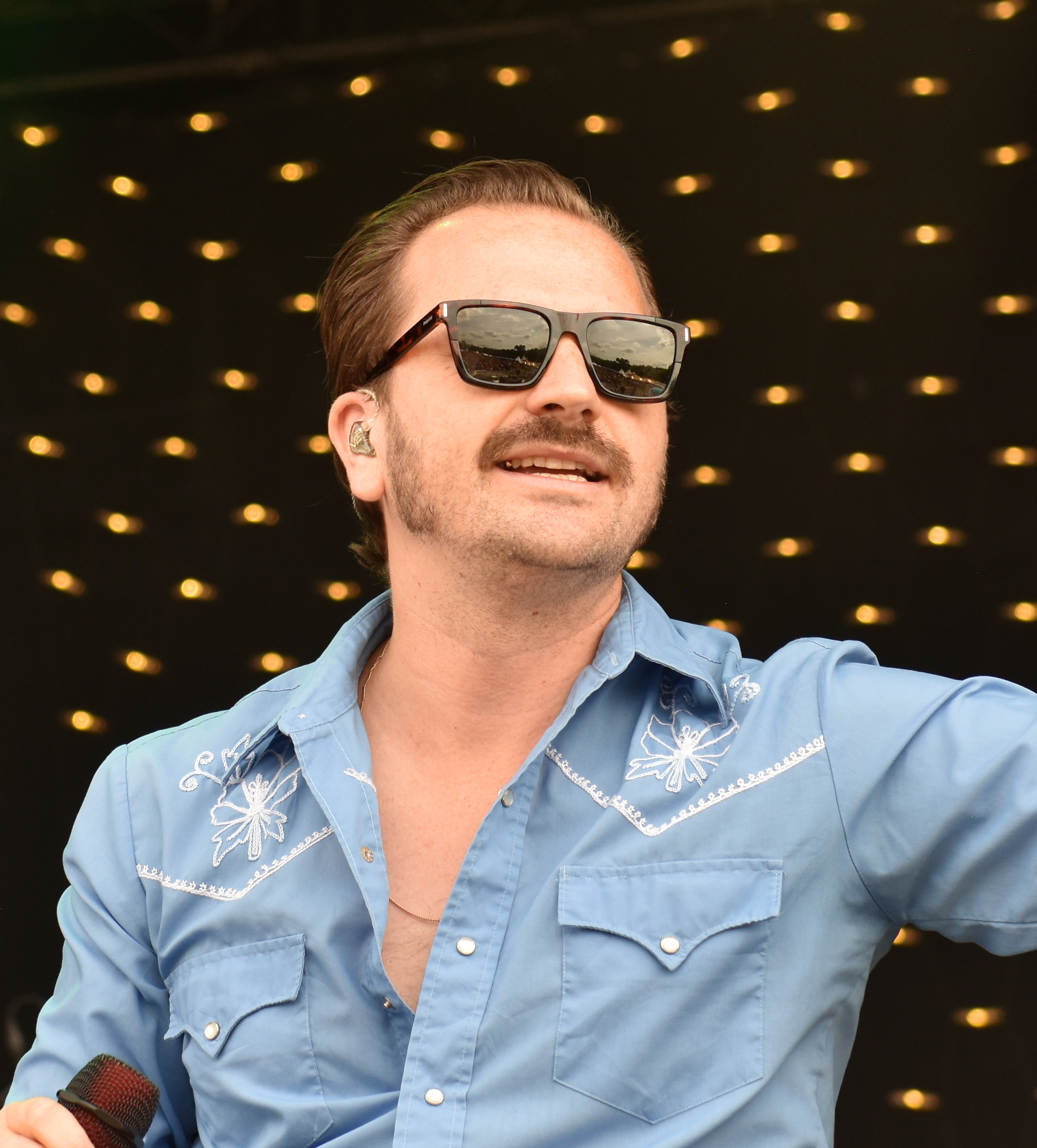
Gringo Mayer 2024

Gringo Mayer (* 13. September 1988 in Ludwigshafen am Rhein als Tim Mayer) ist ein deutscher Musiker und Sänger aus Mannheim. Die Besonderheit des Songwriters sind seine Texte im Kurpfälzischen Dialekt.

## Leben
Mayer wuchs in Ludwigshafen-Gartenstadt auf. Während er in Freiburg im Breisgau lebte und als Kellner arbeitete, schrieb er an Musik und kam auf die Idee, in seinem Heimatdialekt zu texten und zu singen. Zuvor hatte er englische oder hochdeutsche Texte geschrieben. 2021 veröffentlichte er sein erstes Album Nimmi normal unter dem Pseudonym Gringo Mayer. Seit 2022 tourt er mit seiner Band Die Kegelband bestehend aus Jeremy Dhôme (Schlagzeug), Juri Schweizer (Bass), Stephan Udri (Trompete) und Fabian Haugg (Gitarre).
Überregionale Bekanntheit erhielt der Song Ahjoo unter anderem durch Erwähnung im Podcast Fest & Flauschig von Jan Böhmermann und Olli Schulz und durch einen Auftritt bei Inas Nacht im Juli 2023. In der Folge trat er als Vorband für Kettcar, Donots und andere auf.
Im September 2023 erschien das zweite Album Ihr liewe Leit, welches auf Platz 79 in den deutschen Charts einstieg. 2024 spielte Mayer mit seiner Band neben einer eigenen Tour auch bei einigen Festivals wie beispielsweise Das Fest oder das Haldern Pop Festival. Im Januar 2025 erschien das dritte Album Laav, unter anderem mit der Single Wasn los. Ende März wurde er in Bockenheim mit dem Preis der Emichsburg für besondere Verdienste um die Mundart, Dialektliteratur und regionale Kultur ausgezeichnet.

## Diskografie

### Alben
- 2021: Nimmi normal
- 2023: Ihr liewe Leit
- 2025: Laav

### Singles
- 2020: Monnemer Dreck
- 2021: Gibt's do' net
- 2022: Gibt's do' net (#boykottwm2022)
- 2023: Ahjoo
- 2024: Fabrigg
- 2024: Niemand wie du
- 2024: Wasn los
- 2024: Kä Beweise
- 2024: A wo simma dann